# No Man's Land (1987)
No Man's Land (bra: Atraídos pelo Perigo) é um filme norte-americano de 1987 dirigido por Peter Werner.

## Elenco
- D.B. Sweeney - Benjy Taylor
- Charlie Sheen - Ted Varrick
- Lara Harris - Ann Varrick
- Randy Quaid - Tenente Vincent Bracey
- Bill Duke - Malcolm
- R.D. Call - Frank Martin
- Arlen Dean Snyder - Tenente Curtis Loos
- M. Emmet Walsh - Capitão Haun
- Al Shannon - Danny
- Bernie Pock - Ridley
- Kenny Endoso - Leon
- James F. Kelly - Brandon
- Lori Butler - Suzanne
- Clare Wren - Deborah
- Philip Benichou - Michel
- Linda Carol - Party Girl
- Danitza Kingsley - Margot
- Peggy McCay – Mãe do Benjy
- Linda Shayne - Peggy
- Robert Pierce - Jim
- Claude Earl Jones - Tio Roy
- Jan Burrell - Aunt Rhea
- Channing Chase - Aunt Fran
- Jessica Puscas - Mary Jean
- Molly Carter - Colleen
- Florence Schauffler – Dona o Apartamento de Benjy
- Guy Boyd - Jaws
- Henry G. Sanders - Heath
- Gary Riley - Cal
- Jenny Gago - Tory Bracey
- Scott Lincoln - Bailey
- James W. Smith – Guarda do Shopping
- Jack Yates – Guarda do Shopping
- Tom Santo - Juio
- Anthony Palmer - Fornecedor
- Jeff O'Haco - Valet
- Mario Roberts - Valet
- Michael Riley - Horton
- Denis Hartigan - Duncan
- Richard Burns – cliente da mecânica Porsche
- John Gocha - Mecânico
- Brad Pitt - Garçom